# Košťálov
Košťálov település Csehországban, Semilyi járásban. Košťálov Bystrá nad Jizerou, Benešov u Semil, Háje nad Jizerou, Svojek, Stružinec, Slaná, Peřimov, Mříčná, Kruh, Libštát és Lomnice nad Popelkou településekkel határos. Lakosainak száma 1646 fő (2024. január 1.).

## Népesség
A település lakosságának változását az alábbi diagram mutatja:
| Lakosok száma | 2001 | 2000 | 2136 | 1927 | 1795 | 1661 | 1629 | 1653 | 1636 | 1646 |
|               | 1869 | 1890 | 1921 | 1950 | 1980 | 2001 | 2017 | 2019 | 2022 | 2024 |